# Unoszą mnie konie
Unoszą mnie konie – rosyjski melodramat w reżyserii Władimira Motyla z 1997 roku, na motywach powieści Pojedynek Antona Czechowa.

## Fabuła
Student prawa Iwan Leszkow na moskiewskim lotnisku zakłada się ze swoim przyjacielem Kolą, że zdobędzie tajemniczą nieznajomą – Nadieżdę Fiodorowną. Nadia zakochuje się w przystojnym młodzieńcu i porzuca dla niego męża i dostatnie życie. Kiedy zachodzi w ciążę, ich związek przeżywa kryzys, a Iwan domaga się aby kobieta dokonała aborcji. Porzucona Nadia pada ofiarą bezwzględnego majora Aleksiejewicza. Tylko w starym lekarzu udaje się jej znaleźć oparcie.
Film został wyróżniony na przeglądzie filmowym w Jałcie, w 1996.

## Główne role
- Andriej Sokołow jako Iwan Leszkow
- Agnieszka Wagner jako Nadieżda Fiodorowna
- Siergiej Winogradow jako Kola
- Władimir Kaczan jako major Aleksiejewicz
- Władimir Szczerbakow jako student
- Iwan Diemidow
- Walentina Kossobucka
- Giennadij Piecznikow
- Galina Wołkowa